# Homburg (Adelsgeschlecht)

Wappen der Herren von Homburg

Die Herren von Homburg, auch Hohenburg, waren ein fränkisches Adelsgeschlecht, das von den Herren von Püssensheim abstammte. 
Es ist nicht zu verwechseln mit den Edelherren von Homburg, mit dem Geschlecht Hohenberg an der Eger, den schwäbischen Grafen von Hohenberg oder dem aus der Dynastie Habsburg-Lothringen hervorgegangenen Geschlecht der österreichischen Herzöge und Fürsten von Hohenberg.

## Geschichte

### Erste urkundliche Erwähnung
Bis 1136 sind bislang keine Urkunden bekannt, welche die Herren von Homburg oder einer deren Nebenlinien wie die Herren von Püssensheim, den Herren von Neuenburg oder den Herren von Zabelstein bei ihren Nachnamen nennt. Die Erstnennung der Herren von Homburg fällt in das gleiche Jahr wie die Erstnennung der Herren von Püssensheim. Es ist deshalb schwierig festzulegen, welche der beiden Linien als die Haupt- und welche als die Nebenlinie angesehen werden kann. Die Nennungen der Herren von Neuenburg sowie der Herren von Zabelstein fallen in die Mitte des 12. Jahrhunderts und demnach bereits in die Folgegeneration. Anhand des relativ seltenen Leitnamens Iring in der Zabelsteiner Linie lässt sich diese relativ eindeutig bis ins Jahr 1103 zurückverfolgen. In der Urkunde Bischofs Emehard von Würzburg wird nebst Graf Wolfram von Wertheim auch jener Jrinc genannt, der als einer der Stammväter der Homburger angesehen werden kann. Nach Iring wird als Zeuge ein Bern genannt. Beide treten nochmals 1106 und 1113 in zwei Urkunden sowie nochmals 1115 als Zeugen auf. Iring und Bern waren als Treuhänder des Grafen Heinrich von Comburg tätig, was nahelegt, dass beide zunächst zu den Ministerialen der Grafen von Comburg gehörten, bevor sie als Ministerialen des Bistums Würzburg agierten. Wahrscheinlich waren es Brüder, was durch das vorhandene Urkundenmaterial jedoch nicht belegt werden kann. Zu den Stammnamen des Geschlechts gehörte nebst Iring auch Conrad. Später folgten Heinrich, Walter und Dietrich. Da in der Urkunde vom 10. Juli 1136 nebst Iring auch zwei seiner Brüder (Conrad und Adelhalm) genannt werden, wird vermutet, dass dies die ältere Linie ist, beziehungsweise sich die Homburger zunächst nach Püssensheim benannten.
Das erste Mitglied der Homburger, welches sich urkundlich nachweisen lässt, ist Conrad von Homburg („Cunrath de Hohenburg“). Er tritt erstmals in einer Urkunde Bischofs Embricho von Würzburg vom 15. Februar 1136 in Erscheinung, worin der Bischof dem Kloster Triefenstein die Pfarrei Kreuzwertheim mit der Befugnis, einen Klostergeistlichen darauf zu präsentieren, verlieh. Als Gegenleistung verlangte er die Abtretung der Pfarrei Greußenheim und 5 Morgen Weinberg im Kallmuth unterhalb dem Schloss Homburg. In einer anderen Urkunde, ebenfalls aus dem Jahr 1136, geht dessen Vater Conrad von Püssensheim gemeinsam mit dessen beiden Brüdern Adelhalm und Iring hervor. Conrad von Püssensheim darf als der Stammvater der Homburger angesehen werden. In einer Urkunde von 1140 werden Conrad von Püssensheim und Conrad von Homburg gemeinsam als Zeugen genannt, jedoch ohne Verwandtschaftsverhältnis (Vater/Sohn). Durch einen Erbschaftsstreit von 1157 wird jedoch ersichtlich, dass Conrad von Püssensheim der Vater von Conrad von Homburg gewesen sein muss. Conrad von Homburg hatte noch mindestens einen Bruder namens Rüdiger (1148 Cunrad et Ruegerus de Hohinberc).

## Linien
Die Homburger / Püssensheimer scheinen sich im 12. und der ersten Hälfte des 13. Jahrhunderts jeweils nach deren Lehen beziehungsweise ihren Herrschaftssitzen benannt zu haben. Durch ihre einflussreiche Stellung im Bistum Würzburg ließen sie sich in vielen Teilen des Bistums nieder. Die Zusammengehörigkeit lässt sich jedoch anhand gegenseitiger Besitzansprüche zu einem einheitlichen Bild zusammenfügen. Expandierte das Geschlecht zunächst innerhalb des Bistums Würzburg, erfolgte in den ersten drei Jahrzehnten des 13. Jahrhunderts vermehrt eine Verlagerung ins Elsass und in den Breisgau. Linien, die aus der Homburger Linie hervorgingen sind:

### Linie Püssensheim
10. Juli 1136: Erstnennung des Konrad von Püssensheim (Buzinishem) und seinen Brüdern Adelhalm und Iring.

Siegel Bischofs Dietrich aus dem Jahr 1224

### Linie Homburg-Gössenheim
Dass die Herren von Homburg am Main, die Herren Homburg-Gössenheim, die Herren von Püssensheim und die Herren von Zabelstein aus dem gleichen Haus stammen, belegt ein Erbschaftsstreit im Jahre 1157. Dabei vermachte der Würzburger Domherr Eberhard am Ende seines Lebens seinen bedeutenden Besitz in Gössenheim, bewirtschaftet und unbebaut, mit den Gebäuden in der Stadt, dem Turm, der Kirche, den Feldern, Bäumen und die ganze Ebene samt Weinbergen dem Kloster Schlüchtern und deren Abt Mangold. Dagegen erhoben seine Geschwister Iring von Zabelstein und seine namentlich nicht weiter genannte Schwester Einspruch. Man einigte sich auf einen Vergleich, wobei die Schenkung gegen eine Ausgleichszahlung von 100 Mark rechtskräftig wurde. Ob mit dem genannten Turm die Burg zu verstehen ist, ist ungewiss. Dank dieser Urkunde lässt sich die Herkunft des Geschlechts näher definieren. Die Herren von Zabelstein gehen auf eine Nebenlinie der Herren von Püssensheim hervor. Die Püssensheimer und ihre Nebenlinien waren einflussreiche Ministeriale des Bistums Würzburg. Die Linie Homburg-Gössenheim hatte ihren Stammsitz auf Burg Burg Homburg bei Gössenheim. Zu ihren berühmtesten Vertretern gehört der Würzburger Bischof Dietrich von Homburg (1223 bis 1225).

### Linie Neuenburg
Ab 1155 begann sich Walter, wohl der Sohn Conrads von Homburg, nach der nahegelegene Burg Neuenburg zu nennen („Nuenburc“). Er erscheint nochmals in einer Urkunde Heinrichs von Lauda als Walther de Niwenburg. Wohl dessen Söhne Craft und Conrad werden ab dem Jahr 1165 („Crato de Nuwenburg et frater eius Cünradus“) urkundlich nachweisbar.

### Linie Zabelstein
Das erste Mitglied der Familie, welches sich urkundlich nachweisen lässt, war ab 1152 „Jring de Zauelsten“ (Iring von Zabelstein). Sie hatten ihren Stammsitz auf der einst mächtigen Burg Zabelstein. Aus der Zabelsteiner Linie gingen weitere Linien hervor. Darunter die Herren von Krensheim, die Kohlman (sie saßen auf der Collenburg), die Herren von Randersacker, die Herren von Endingen, die sich im Breisgau und im Elsass niederließen (sie nannten ihren Stammsitz Koliburg), die Reichsküchenmeister von Rothenburg, die Herren von Scherenberg und die Herren von Biebelried. Blutsverwandtschaften bestanden unter anderen mit den Herren von Klingenberg, den Herren von Weinsberg und den Schenken von Schüpf.

### Linie Reinstein

Wappen des Iring von Reinstein

Aus der Linie Neuenburg entwickelte sich im 13. Jahrhundert die Linie Reinstein. Ihr berühmtester Vertreter war der Würzburger Bischof Iring von Reinstein-Homburg. Die Familie erlosch am 16. Juli 1621 mit Johann (Hans) Georg von Reinstein, zuletzt Deutschordenskomtur in Würzburg. Die Linie Reinstein hatte ihren Sitz auf der nahegelegenen Burg Reinstein, die sie wohl im 13. Jahrhundert errichteten.

### Linie Rettersheim
In einer Urkunde aus dem Jahr 1176, die den Klausurhof in Würzburg und die dortigen Besitzverhältnisse beschreibt, werden unter anderen Cunrad von Neuenburg und Kraft von Retersheim genannt. Jener Kraft ist wohl mit dem 1165 genannten Crato de Nuwenburg identisch, der dort gemeinsam mit seinem Bruder genannt wird (et frater eius Cünradus). Sein Bruder Sigfried war mit einer Irmengard aus Würzburg verheiratet. Er starb 1226. Später fielen die Güter in Rettersheim an die Reinsteiner Linie. Ihr Stammsitz, die Burg Rettersheim, lag nördlich der gleichnamigen Ortschaft.

## Burgen
Ihren Stammsitz hatte die Familie zunächst auf Burg Homburg. Dort begleiteten sie das Vogteiamt des Klosters Triefenstein. In der Gegend um Homburg am Main errichteten die Homburger auch um 1150 die Neuenburg. Ab 1170 wird ein Dietrich von Hohenburg auch als Burgherr von Burg Homburg bei Gössenheim genannt. Dort gehörte ihnen auch die Burg Tief bei Unterntief. Die Püssensheimer hatten dort umfangreiche Besitzungen. Wohl bereits um 1176 erbaute Craft von Neuenburg eine eigene Burg bei Rettersheim und benannte sich danach. Im 13. Jahrhundert entstand auch noch Burg Reinstein, nach der sich eine weitere Linie benannte.

## Persönlichkeiten
- Dietrich von Homburg war der erste Bischof aus dem Haus Homburg aus der Linie Homburg an der Wern. Er war von 1223 bis 1225 Bischof von Würzburg.
- Iring von Reinstein-Homburg, war der zweite Bischof aus dem Haus Homburg. Er entstammte aus der Linie Homburg am Main und war von 1254 bis 1265 Bischof von Würzburg.
- Heinrich von Homburg war zunächst Abt des Klosters St. Peter in Merseburg, von 1475 bis zu seinem Tod am 25. Mai 1496 Abt des Klosters Weißenburg im Elsass.[5]